# Jankovich Antal (aranysarkantyús vitéz)
Pribéri és vuchini Jankovich Antal (Buda, 1784. december 26.–Buda, 1849. március 14.), királyi kamarás, Verőce vármegye követe, aranysarkantyús vitéz, nagybirtokos.

## Élete
A tekintélyes és jómódú pribéri és vuchini Jankovich család sarja. Apja pribéri Jankovich János (1753–1817), a Hétszemélyes Tábla ülnöke (septemvir), nagybirtokos, anyja báró Püchler Terézia (1758–1852) volt. Az apai nagyszülei pribéri Jankovich Antal (1730–1765), horvátországi követ, királyi tanácsos, földbirtokos, és galánthai Fekete Julianna (1734–1815) voltak. Az anyai nagyszülei az osztrák származású báró Püchler Károly József, földbirtokos, II. József magyar király kabineti titkára, és Anna Marie von Ungerchtsperg voltak. Jankovich Antal fivére pribéri és vuchini Jankovich István (1793–1865), több vármegye táblabírája, nagybirtokos, akinek a hitvese báró Laffert Amália (1800–1828) volt.
Magas műveltség és széles ismeretkör jellemzik. A gazdaság nem nyújtott néki kielégítő élvezetet, miért is 1843-ban testvéreivel megosztozván, vagyonának kezelését fiára, Jankovich Lászlóra bízta. Kiváló kedve telt a tudományok és szépművészetekben. A latin és görög klasszikusok nemkülönben a zene kedvenc foglalkozása voltak. 1807-ben a királyi helytartó-tanácsnál fogalmazó lett. A hivatalos térre lépvén, szereplésének nagy tér nyílott, és gyors léptekkel haladt a kitüntetések felé. 1809-ben a francia háború alkalmával a birodalom legfelsőbb kommissariatusának jegyzője lévén, e téren hivatalosan kifejezett királyi tetszést és elismerést nyert. E magas elismerés következménye lön, hogy 1812-ben a. helytartótanács titkári méltóságát nyerte el. 1814-ben császári és királyi kamarás lett. 1830-ban mint Verőce vármegye követe jelent meg Pozsonyban az országgyűlésen.
Horvát—Szlavónia két ízben is járultak küldöttségileg a királyhoz 1822 és 1832-ben, Jankovich Antal mindkét alkalommal a küldöttség tagja volt. V. Ferdinánd magyar királlyá koronáztatása alkalmával a magas királyi kegy biztos zálogaképpen aranysarkantyús vitézzé üttetett. Antalnak sok kellemetlensége volt rokonával, gróf Salburggal. Ugyanis, 1832-ben értésére esett Antalnak, hogy nagyanyja galánthai Fekete Júliának adósságai még mindig fennállnak nemcsak, de sőt a biztosításul lekötött birtok gróf Salburg által eltékozoltatot, és igy nincs kizárva azon lehetőség, hogy az összes adósság a Jankovich-család számlájára iratik. Végre sikerült az adósságot törlesztetni, de minthogy a pécsi káptalannál ez még mindig a Jankovich-családot terhelte felszólította Salburgot, hogy azt hatóságilag letöröltetni el ne mulassza. Salburg megígérte, és a gyors intézkedés biztosításául reversalist adott magáról, hogy különbeni sequestrum terhe alatt letörölteti, mi aztán 1832-ben végre is hajtatott.
1843-ban a magyar részeken megosztozik testvérével, Jankovich Istvánnal.

## Házassága és leszármazottjai
1811. november 11-én feleségül vette a gróf németújvári Batthyány családból való gróf németújvári Batthyány Alojzia (*1787.–†1820. május 4.), csillagkeresztes hölgyet, akinek a szülei gróf németújvári Batthyány Alajos (1748–1818), földbirtokos és muraszombathi, széchyszigeti és szapári Szapáry Erzsébet (1745–1836) voltak. Az apai nagyszülei gróf németújvári Batthyány Imre (1707–1774), földbirtokos és gróf Maria Anna Viktoria Sauer von Krosiagh zu Ankerstein (1720–1764), földbirtokos voltak. Az anyai nagyszülei muraszombathi, széchyszigeti és szapári Szapáry Péter (1711–1796), földbirtokos és gróf hallerkeöi Haller Julianna (1719–1759) voltak. Jankovich Antal és gróf Batthyány Alviria frigyéből született:
- Jankovich Stefánia (1814. december 16.–Budapest, 1878. december 14.).[5] Férje: gróf Wenckheim József (*Gyula, 1809. szeptember 9.–Buda, 1869. augusztus 26.), cs. és kir. kamarás, nagybirtokos.[6]
- gróf Jankovich László (Buda, 1816. október 11.–Szőlősgyörök, 1895. november 26.), Somogy vármegye főispánja, cs. és kir. valóságos belső titkos tanácsos, a Főrendiház tagja, nagybirtokos.[7] Neje: vizeki Tallián Róza (*Ádánd,1823. március 6.–Szőlősgyörök, 1890. szeptember 6.)[8]